# Arlette Rustichelli
Arlette Rustichelli, coniugata Borel (Marsiglia, 21 maggio 1941), è un'ex cestista francese.

## Carriera
Con la Francia ha disputato i Campionati europei del 1962.